# Катодна цијев
Катодна цев (енгл. cathode-ray tube, CRT) посебна је врста електронске цеви у којој се електрони фокусирају и ударају у флуоресцентни застор, производећи видљиву тачку на екрану. Померањем тачке фокусирања на површини екрана, могуће је произвести слику сачињену од индивидуалних тачака (пиксела). Померање млаза (снопа) електрона се врши електростатичким (отклонске плоче) или електромагнетским пољем (завојнице, калеми). Сноп се усмерава на флуоресцентни заслон, на којем ствара светлећу тачку. Систем за усмеравање (кондензаторска поља два пара плочица или магнетска поља два пара електричних завојница) отклања електронски сноп у два међусобно нормална смера, оба нормална на смер снопа. Положај и кретање тачке на заслону зависи од напона између плочица, то јест од струја у завојницама. Катодна цев је основа осцилоскопа, уређаја за визуализацију и анализу електричног сигнала. Први је такву цев и уређај конструисао Карл Фердинанд Браун 1897.
Примена катодних цеви је различита, па постоје и различите конструкције. Користе се углавном за показиваче (екране) у телевизорима — где се назива кинескоп — рачунарским мониторима, осцилоскопима, оптичко-електронским претварачима и другде. У катодној цеви, која служи за стварање слике у телевизијским пријемницима те радарским и рачунарским заслонима, може се управљати јачином снопа, а тиме и светлина тачке на заслону. У цевима за стварање слике у боји стварају се три снопа, ради постизања светлина тачке у трима основним бојама. У тим се применама катодне цеви све више потискују заслони с течним кристалима.
Катодна цев је стаклено окружење које је дубоко (тј. дуго од предњег екрана до задњег краја), тешко и крхко. Унутрашњост се евакуише на 1,00 Pa (1×10−5 atm) до 133,0 µPa (1×10−9 atm) или мање, да би се олакшао слободан лет електрона од топа до лица цеви без расејања услед судара са молекулима ваздуха. Као таквом, руковање катодно цеви носи ризик од насилне имплозије која може да баци стакло великом брзином. Лице је обично направљено од дебелог оловног стакла или специјалног баријум-стронцијумског стакла да би било отпорно на ломљење и да би блокирало већину рендгенских зрака. Катодне цеви чине већину тежине телевизора и компјутерских монитора базираних на њима.

## Перзистенција слике
Видљивост читаве слике а не само једне тачке гдје се у том тренутку налази сноп је омогућена перзистенцијом екрана — особином да тачке које је сноп прешао остају да свијетле још извјесно вријеме. Вријеме перзистенције се знатно разликује зависно о типу цијеви, и може износити од неколико милисекунди до неколико десетина секунди. Цијеви кратке перзистенције су типично кориштене за телевизоре, дуже за осцилоскопе, а најдуже за радарске показиваче.

## Основни дијелови и рад
За „убацивање” електрона у цијев, користи се катода, као и код обичних електронских цијеви. Затим долази решетка за регулацију јачине електронског млаза (Венелтов ваљак) и двије цилиндричне шупље аноде за фокусирање млаза.
Ако је млаз контролисан електростатски, имамо четири плочасте електроде које врше помјерање млаза горе-доле и лијево-десно помоћу напона доведеног на њих. Ако је отклон електромагнетски (већина катодних цијеви), скретни калемови (завојнице) се налазе ван цијеви. Промјеном струје кроз њих мијења се јачина електромагнетског поља, и електрони мијењају правац у складу с тим.
Предност електростатског скретања млаза је мала снага потребна за управљање млазом, а мане већа потребна дужина цијеви, слабије фокусирање електрона, и осјетљивост на потресе. Честе су у осцилоскопима гдје је величина екрана мала. Предност електромагнетског скретања су мања дужина цијеви, бољи фокус и већа издржљивост на вибрације.
Код катодних цијеви са електромагнетским управљањем снопа електрона постоји и аквадаг. Аквадаг је графитни премаз на унутрашњости цијеви спојен са извором позитивног напона, који служи за додатно убрзавање електрона.

## Стварање слике
Код монохроматских (црно-бијели, црно-зелени приказ) катодних цијеви, постоји један систем за убрзавање електрона (електронски топ). Убрзани електрони при удару у унутрашњу површину екрана узрокују свјетлуцање флуоресцентног слоја. Помјерањем снопа електрона посебним редослиједом скенирања, могуће је више освијетлити неке тачке, а неке оставити тамнима. Регулација јачине освјетљења се може изводити на разне начине, углавном промјеном напона на контролној решетки или катоди.
Код катодних цијеви са приказом у боји, постоје три електронска топа, сваки за посебну боју (црвену, плаву и жуту). Сваки од топова гађа посебне тачке на екрану (субпикселе), у међусобној непосредној близини. Овако је могуће остварење било које боје, мијешањем интензитета индивидуалних основних боја.

### Пут електронског млаза
За примјер можемо узети VGA рачунарски монитор при резолуцији екрана 640*480 тачака и освјежавањем екрана 60 пута у секунди.
Млаз се помиче на сљедећи начин. Почиње у горњем лијевом углу екрана и иде хоризонтално надесно. Кад је крај екрана достигнут, млаз се искључује и враћа на лијеву страну екрана, али један ред ниже. Нови ред се исписује истим начином, па нови и нови, док се не испише свих 480 хоризонталних линија. Ту се млаз искључује, и враћа у горњи лијеви угао. Испис 480 линија је трајао 1/60=16.6 милисекунди.
Промјеном јачине млаза постиже се приказ или сакривање одређених тачака, или њихово нијансирано приказивање. Тиме је дакле приказана слика састављена од тачака (пиксела) разних нивоа освијетљености.

## Електрично избијање у разређеним гасовима
Гасови и паре су лоши проводници електрицитета код обичног притиска и ниског електричног напона. Тек онда кад се приближе два тела, између којих постоји високи напон од неколико хиљада волти, прескочиће електрична искра. Тако је на пример ваздух при обичном притиску врло лош проводник електрицитета, па је за прескок искре потребан врло велики напон, око 30 000 V по центиметру дужине искре.
У разређеним гасовима појаве електричног пражњења су савим другачије. Узме се стаклена цев која је цевчицом спојена са ваздушном сисаљком. Стаклена цев дуга је око 400 mm, пречника 40 mm и испуњена ваздухом. Цев се постепено исисава ваздушном сисаљком. На крајевима цеви налазе се поларне електроде. Позитивна електрода или анода састоји се од танке алуминијумске нити, а негативна електрода или катода је округла алуминијумска плочица. Електроде се могу спојити с извором струје високог напона. Док је ваздух још под атмосферским притиском од око 1 бар, у цеви не постоји никакво избијање. Код разређења од 0,05 бара појави се између полова танка вијугава, плавкаста светла нит. При додатном снижавању притиска, нит постаје све шира, па се код притиска од 0,001 бара испунити готово целу стаклену цев, тако да испред аноде буде љубичаста светлост која се зове позитивни стуб светлости. На катоди се јавља танки слој плаве светлости која се зове тињава светлост. Између тињаве свјетлости на катоди и позитивног стуба на аноди налази се тамно подручје, такозвани Фарадајов тамни простор. Код разређења од 0,000 5 бара нестаје позитивни стуб светлости, а негативна тињава светлост долази готово до аноде, док се Крукесов тамни простор проширује. Кад притисак падне на 0,000 03 бара, нестаје и негативне тињаве светлости, па се избијање више не види. Код овог разређења у цеви из катоде излазе зраци који на стакленој цеви проузрокују светлуцање (флуоресценција). Ти се зраци зову катодни зраци. Код разређења од 0,000 001 бар престаје флуоресценција и сваки пролаз електричне струје кроз разређени гас.
Све ове појаве су последица јонизације разређеног ваздуха коју производе електрони. У сваком се наиме гасу, па и у ваздуху, налазе уз неутралне атоме и атоми с електричним набојем, такозвани јони. На јоне делује електрично поље привлачном силом и настаје кретање позитивних јона према катоди, а негативних јона према аноди. У дугачким цевима јони добијају велике брзине, а тиме и велику кинетичку енергију, па долази до судара са другим молекулима из којих избијају електрони и тако се стварају нове електричне набоје. Светлосне појаве које се јављају у разређеним гасовима искоришћавају се код различитих светиљки. Позитивну светлост искоришћавају такозване флуоресцентне цеви које се све више употребљавају за електричну расвету, јер дају јачу светлост него електричне сијалице, а осим тога троше много мање електричне енергије.
То су равне стаклене цеви које се израђују у дужинама од 230 до 1 500 mm са пречником од 16 до 54 mm. На сваком крају цеви налази се електрода, начињена од волфрамове жице у облику спирале. Цев је испуњена аргоном под малим притиском, и у њој се налази мала капљица живе. Цеви су флуоресцентне јер су с унутрашње стране премазане специјалном масом која се зове луминофор. Како се у цеви развијају ултраљубичасти зраци, то луминофор флуоресцира под њиховим утицајем. Боја светла коју даје цев зависи од материјала који је употребљен као луминофор. Могу се постићи различите боје светла, па и потпуно бело свјетло и светло слично дневном. За паљење такве светиљке потребан је посебан упаљач или стартер и пригушница. Кад се прикључи на електрични напон, струјно коло је затворено преко упаљача (стартера) флуоресцентне цеви. Услед тока струје угреју се електроде. Након кратког времена упаљач прекида струјни круг. Кад се струја прекине, настаје услед самоиндукције пригушнице релативно велики напон између електрода. Због тога се цев упали, па је струјно коло затворено кроз цев мимо упаљача, који је отворен.
Међу светиљке са ударном јонизацијом спадају такође тињалице које искориштавају негативну тињаву светлост.

### Катодни зраци
Ако се у цеви с разређеним ваздухом притисак смањи испод 0,000 025 бара, појавиће се такозвани катодни зраци. Услед тога позитивни јони избијају својим ударцима о катоду електроне који лете на супротни крај цеви, и то нормално на површину катоде.
Катодни зраци су дакле ројеви електрона у кретању. Они су невидљиви, али својим ударцима о неке материје изазивају светлуцање (флуоресценцију). Да се катодни зраци шире праволинијски, може се показати помоћу такозване Крукесове цеви. У цеви се налази метални крст који служи као запрека ширењу катодних зрака. Због тога ће се видети на стаклу насупрот катоде усред зелене флуоресценције светлости оштра сенка крста. Ако катода има конкаван облик, катодни зраци се могу сконцентрисати у једној тачки. Кад се у ту тачку стави платински лим, он ће се ужарити до белог усијања. Будући да катодни зраци представљају струју брзих електрона, то јест електричну струју, на те зраке делује електрично и магнетно поље, тако што их отклањају из правца њихова кретања.
За испитивања отклона катодних зрака служи Браунова или катодна цев. У дугачком стакленом цилиндру налази се анода, катода и заслон с малим отвором кроз који пролазе електрони стварајући танак сноп катодних зрака. Тај сноп зрака ствара на флуоресцентном застору светлу тачку. Ти се зраци пролазом кроз електрични кондензатор отклањају према позитивној плочи кондензатора, јер су катодни зраци набоји негативног електрицитета, а светла се тачка помакне у други положај. Катодни зраци се могу такође отклонити и помоћу магнетног поља које ствара потковасти магнет. Браунова цев има важну улогу у телевизији.

## Врсте
- Кинескоп — показивачка катодна цијев у телевизорима, рачунарским мониторима и слично.
- Карактрон — комбинована к. цијев у војним командним рачунарима. Приказује знакове и слова.
- Бројачка електронска цијев — показивач са знаковима 0-9. Знак се мијења при сваком новом пулсу.
- Иконоскоп — претварач видљиве слике у електронски облик. Кориштен за ТВ камере.
- Дисектор — оптичко-електронски претварач, другачије конструкције од иконоскопа.
- Супериконоскоп — комбинација иконоскопа и дисектора.
- Ортикон — оптичко-електронски претварач, осјетљивији од иконоскопа.
- Суперортикон — побољшани ортикон, изузетне свјетлосне осјетљивости.
- Видикон — оптичко-електронски претварач.
- Потенцијалоскоп — цијев са нагомилавањем електричних набоја. Кориштен за показиваче радара.
- Тајпотрон — комбинација карактрона и потенцијалоскопа.

## Производња
У СФРЈ су се производиле колор катодне цеви за телевизоре, почевши од 1983. године, у фабрици ЕИ Колор катодне цеви у Нишу.